# کامفتامین
کامفتامین (انگلیسی: Camfetamine) یک ماده محرک است که مشابه فنکامفامین (نوعی داروی سرکوب کننده اشتها) بوده و در واقع همولوگ N-متیل آن است. به دنبال ممنوعیت مفدرون (Mephedrone) و مشتقات کاتینون، این دارو به عنوان ترکیب جایگزین به فروش رسید. بر پایه ی گزارش ها اثر محرک آن اندکی بیش از فنکامفامین است، اما عوارض جانبی آن نیز بیشتر است.